# María Guardiola
María Guardiola Martín (Cáceres, 5 de diciembre de 1978) es una funcionaria y política española, actual presidenta de la Junta de Extremadura desde 2023, primera mujer en ocupar el cargo. También preside el PP de Extremadura desde 2022.

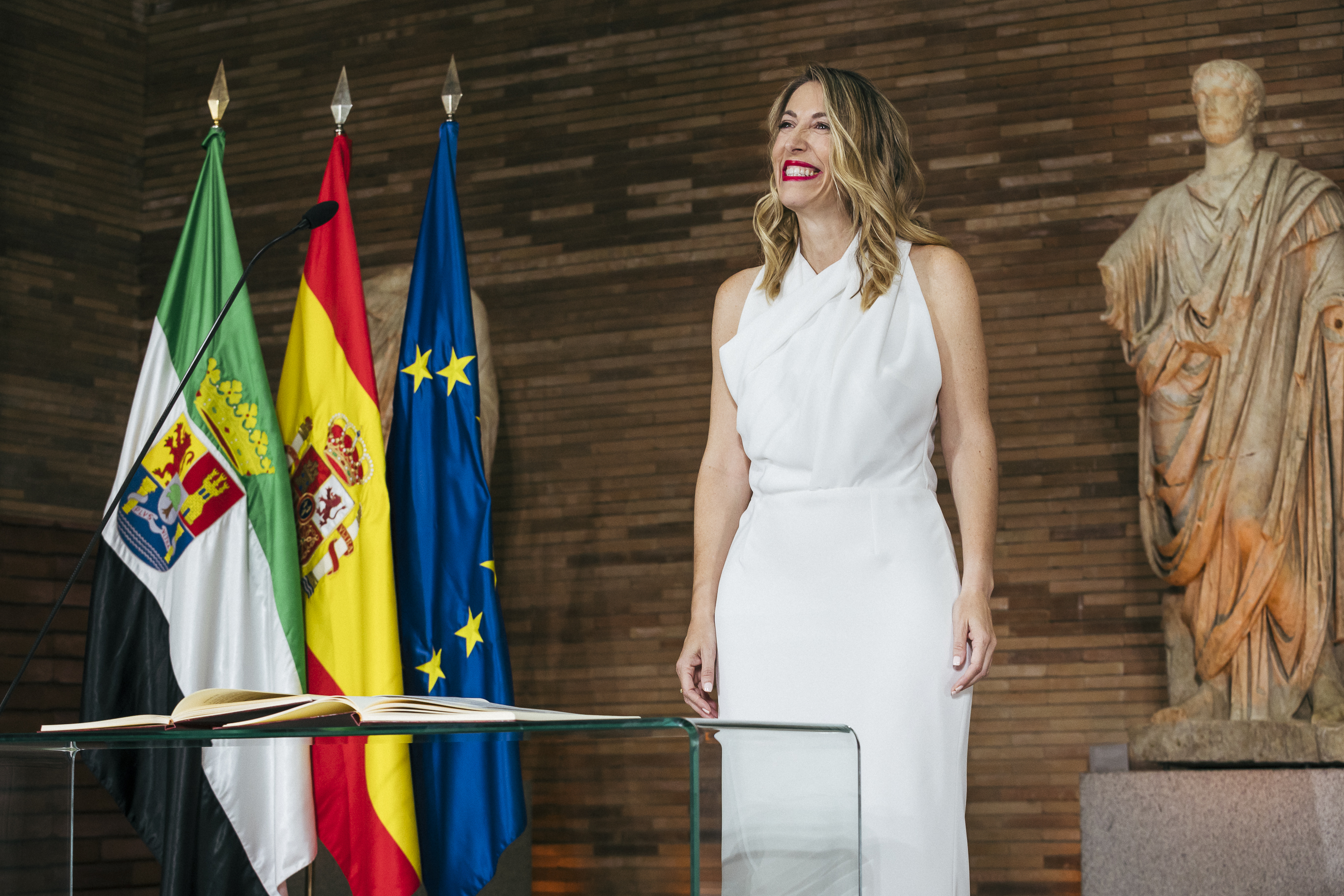
María Guardiola toma posesión como presidente de la Junta de Extremadura en el Museo de Arte Romano de Mérida.

## Biografía
Nacida en Cáceres, es licenciada en Administración y Dirección de Empresas y diplomada en Ciencias Empresariales por la Universidad de Extremadura en 2018. Ha trabajado como funcionaria de carrera para la Junta de Extremadura.
En julio de 2022 fue la única candidata que reunió los avales necesarios para presentarse a las primarias del PP extremeño para sustituir al líder del partido desde 2008 José Antonio Monago. Entre 2012 y 2015 formó parte de la Junta de Extremadura presidida por José Antonio Monago, primero como secretaria general de la Consejería de Economía ya Hacienda y posteriormente como secretara general de Ciencia y Tecnología . También ha sido concejala del Ayuntamiento de Cáceres donde el PP ha estado en la oposición hasta 2023, fecha en la que el Partido Popular ha conseguido la alcaldía de la ciudad. Fue seleccionada como candidata por Pablo Casado a instancias del entonces Secretario de organización del partido  Alberto Casero Ávila y más tarde apoyada por su sucesor, Alberto Núñez Feijóo. Fernando Pizarro, alcalde de Plasencia, durante tres legislaturas planteó una candidatura alternativa que retiró apenas una semana después para centrarse en su reelección como alcalde. 
Se comparó a Guardiola con Isabel Díaz Ayuso por haber sido también una desconocida cuando fue elegida candidata regional por su partido. Es la primera mujer que lidera uno de los dos grandes partidos de Extremadura.

### Presidenta de Extremadura (2023-act.)
En las elecciones autonómicas del 28 de mayo de 2023 el PSOE consiguió 28 diputados de 65 y el PP de María Guardiola otros 28, aunque con menor número de votos. La suma de PP (28) y Vox (5) superaba a los del PSOE (28) y Podemos (4), por lo que María Guardiola solo podía ser presidenta de Extremadura si recibía el apoyo de Vox en la investidura.
Alberto Núñez Feijóo, líder nacional del PP, se mostró a favor de «Que gobierne la lista más votada, aunque perdamos Extremadura», a lo que María Guardiola se negó indicando que «Extremadura no se gobierna desde Madrid».
Tras las primeras conversaciones entre el PP y Vox, María Guardiola afirmó: «No puedo dejar entrar en el Gobierno a aquellos que niegan la violencia machista, los que usan el trazo gordo, los que están deshumanizando a los inmigrantes, a quienes despliegan una lona y tiran a una papelera la bandera LGTBI... Ellos han antepuesto sus ansias de poder al cambio». En esas mismas declaraciones afirmó que sus «jefes son los extremeños y Extremadura no se gobierna desde Madrid»  Al cabo de una semana, María Guardiola realizó declaraciones más conciliadoras y afirmó: «Vox es un partido constitucional con el que me quiero poner de acuerdo». Finalmente, incumpliendo su palabra, cede a los deseos del Partido que ella mismo tachó de xenófobo y homófobo.
El día 14 de julio de 2023 fue investida presidenta de la Junta de Extremadura por la Asamblea de Extremadura, siendo la primera mujer en ocupar este puesto. El 24 de julio pidió que la lista más votada de las Elecciones Generales, el Partido Popular, gobernase en España, a pesar de que su partido en Extremadura no fue la lista más votada. Ese mismo mes, aunque anunció un plan contra la violencia de género, acaba suprimiendo la consejería de Igualdad, asumiendo las competencias en esta materia la Presidencia. Guardiola creó, sin embargo, una oficina para gestionar la caza, la pesca y la tauromaquia.
Tras afirmar su "postura frontal" en contra de la Ley de Bienestar Animal en 2023, autoriza la caza en el parque nacional de Monfragüe a partir de ese mismo año.Es importante remarcar, no obstante, que en ningún momento se autorizó la caza deportiva, sino que exclusivamente se permitió la caza de jabalíes, debido a que el control de la población de estos por medio de trampas no era suficiente.

## Ideología
María Guardiola apoya las rebajas fiscales que plantea el Partido Popular en toda España. Ha defendido la reivindicación histórica del AVE de Extremadura. Además de estar en contra de la Ley de Bienestar Animal y reabrir cotos de caza, dice apostar por relajar la legislación medioambiental para que «sea compatible la protección al medioambiente con el crecimiento económico». Es favorable a una Transición energética hacia las renovables, pero no a construir nuevas centrales nucleares.
Ya candidata en septiembre de 2022 aplaudió públicamente en su cuenta de Twitter la campaña del Ministerio de Igualdad #ElHombreSeHace. Ha mostrado su apoyo a la legislación en materia de violencia de género y ha defendido el derecho al aborto.